# Spalangia obscura
Spalangia obscura är en stekelart som beskrevs av Boucek 1962. Spalangia obscura ingår i släktet Spalangia och familjen puppglanssteklar.
Artens utbredningsområde är Filippinerna. Inga underarter finns listade i Catalogue of Life.